# Kanton Orléans-4
Der Kanton Orléans-4 ist seit 2015 ein französischer Wahlkreis im Arrondissement Orléans, im Département Loiret und in der Region Centre-Val de Loire. 

## Gemeinden
Der Kanton besteht aus einem Teil der Stadt Orléans mit insgesamt 36.648 Einwohnern (Stand: 2022).